# Sint-Martinusprijs
De Sint-Martinusprijs is een Belgische meerdaagse UCI wielerwedstrijd voor junioren die sinds 1964 (met uitzondering van 2020) jaarlijks plaatsvindt te Kontich in de maand juli. Enkele bekende namen die hier mooie resultaten hebben geboekt zijn Julien Vermote, Mads Pedersen en Brent Van Moer. 
Deze wielerwedstrijd wordt hoofdzakelijk ingericht door Steeds Vooraan Kontich VZW, de VZW die schuilt achter Antwerp Cycling Team Kontich. 